# ヘルシンキ若者市議会
ヘルシンキ市若者市議会(フィンランド語: Helsingin nuorisoneuvosto、スウェーデン語： Helsingfors ungdomsråd、英語： Helsinki Youth Council)は儀祖自治体法が要する若者の期間である。若者市議会に隔年に選挙で13-17歳人を30人選ばれる。だが、2020-2021年の若者市議会の前で市議会の任期はただ1年であった。若者の識見がヘルシンキ市の意思決定機関で聞かれるのはその若者市議会の目的であり、ヘルシンキの若者の意思決定システム「ルーティ」の一部である。若者市議会の決定的な会議は一ヶ月に二回行われる。2019年の選挙で候補が72人であり、投票率は約35パーセントであった。なお、票の数は9500であった。

## 幹部会
ヘルシンキ市若者市議会の議長は、現在、アウグスト・キアットラコールチャイです。
副議長は、カスペル・ラウタリンコとマックス・タルビオヤです。
書記はチャイワット・キアットラコールチャイとラウリ・ピュッコです。 
| 順位 | 議長                               | 副社長                                                                  | 書記                                                                                             | 宣伝員                                                  | 任期                         |
| ---- | ---------------------------------- | ----------------------------------------------------------------------- | ------------------------------------------------------------------------------------------------ | ------------------------------------------------------- | ---------------------------- |
| 1    | ジム・コスキネン                   | カーポ・ハーパネン エッセ・ロッマ                                       | ウーナ・サイニオ ヴィヴィアン・ユンクヴィスト                                                    | ウーナ・サイニオ ヴィヴィアン・ユンクヴィスト           | 2018年4月4日-12月31日        |
| 2    | ヴぃヴぃアン・ユンクヴィスト       | カスペル・ラウタリンコ マックス・タルヴィオヤ                           | チャイワット・キアットラコールチャイ ラウリ・ピューッコ                                          | チャイワット・キアットラコールチャイ ラウリ・ピューッコ | 2019年2月13日-2019年12月31日 |
| 3    | アウグスト・キアットラコールチャイ | アルマ・ランタライホ（第1位） ラナ・ブラトバ（第２位）                  | イーリス・カッシ ネッラ・サルミネン(2020年10月19日まで） ミロ・マーラネン （2020年10月19日から） | イェンニ・アホネン                                      | 2020年2月6日‐2020年12月31日  |
| 4    | カトヤ・レゲザ                     | インカ・カルッソン（第1位） アウグスト・キアットラコールチャイ（第2位） | ミロ・マーラネン ニコ・パルタネン                                                                | イーリス・カッシ                                        | 2021年1月9日‐                |

## ヘルシンキ市若者市議会の会議員
市委員会は、2019年12月16日に開催される会議で2020年-2021年のヘルシンキ市若者市議会を任命する。
市委員会は、2018年12月17日に開催された会議で 2019年のヘルシンキ市若者市議会を任命しました。
| 名前                                 | 生年 |
| ------------------------------------ | ---- |
| ペッカ・アホソラ                     | 2004 |
| シグリッド・アウティオ               | 2003 |
| アンッティ・アボランタ               | 2001 |
| レベッカ・ベール                     | 2003 |
| ダン・セーデルローフ                 | 2001 |
| ジャマール・ファッラ                 | 2002 |
| エッリ・ハーラモ                     | 2004 |
| サムポ・ハッリブオリ                 | 2005 |
| ヨエル・ヘリン                       | 2003 |
| パリナ・イバノバ                     | 2003 |
| イミ・ヨウツィオ                     | 2003 |
| サラ・カッリオンキエリ               | 2003 |
| チャイワット・キアットラコールチャイ | 2004 |
| アーポ・キビブオリ                   | 2004 |
| イム・コスキネン                     | 2001 |
| イーリス・クパリネン                 | 2003 |
| ミンッテゥ・ラークソ                 | 2003 |
| ティルダ・ラッシラ                   | 2002 |
| ビビアン・リュングィスト             | 2003 |
| アブダッラ・マオ                     | 2003 |
| エリアス・ムステァマンド             | 2003 |
| カリド・オマル                       | 2001 |
| ビルバ・パロビータ                   | 2004 |
| ラウリ・プーッコ                     | 2004 |
| アルマ・ランタライホ                 | 2003 |
| カスペル・ラウタリンコ               | 2002 |
| マックス・タルビオヤ                 | 2002 |
| エロ・ウムコロ                       | 2005 |
| ミルヤ・ベイトラ                     | 2004 |
| エンニ・ブ                           | 2003 |

## 委員会
若者市議会に市制の四つの部分に相当する委員会がある。委員会は自分の部分の事に影響することに集中する。あらゆる委員会に、市制の官僚と会う、委員会の仕事を督する会長がある。

2020年委員会長
| 委員会   | 会長                                                                             |
| -------- | -------------------------------------------------------------------------------- |
| 教育     | カテャ・レゲザ                                                                   |
| 都市開発 | ミロ・マーラネン （2020年10月19日まで） インカ・カルッソン（2020年10月19日から） |
| 文化余暇 | イェンに・ヴ                                                                     |
| 福祉健康 | エロ・ウムコロ                                                                   |

## 市小委員会席
若者市議会の議員はヘルシンキ市議会の全ての四小委員会で2019年1月から6ヶ月ぐらい出席権と講演権を実験的に持っていた。小委員会実験を都市に申し入れた方は、若者市議会が任命したその実験を進む目的の委員会の委員その時、若者市議会議長イム・コスキネン、その時、若者市議会副議長カーポ・ハーパネン、その時、議員エヴィ・コイヴネンとカスペル・ラウタリンコ。小委員会で全ての都市を影響を及ぼす決定がされる。若者市議会の議員の小委員会席は2020年から恒久的になった。
それぞれの小委員会に交代で会議に行く代表三人がある。
2020年若者市議会の小委員会代表
| 小委員会 | 代表                                                       |
| -------- | ---------------------------------------------------------- |
| 教育     | カトヤ・レゲザ ルミア・ペソネン オリヴィア・ソルヴァリ     |
| 都市開発 | インカ・カルッソン ミロ・マーラネン マックス・タルヴィオヤ |
| 文化余暇 | イリス・カッシ エリアス・ムスタマンド イエンニ・ヴ         |
| 福祉健康 | イミ・ヨウツィオ エミナ・サンデッル エロ・ウムコロ         |

## ウーシマー県若者県議会とヘルシンキ市若者市議会
2017年10月4日にウーシマー県に若者県議会を設立された。
若者県議会は、若者県議会議員の42員から成り立っている。ヘルシンキ市が若者県議会に5員の代表である。
ウーシマー県若者県議会で青年がフィンランドの県改革の用意に参加することができる。若者県議会の議員は、ウーシマー県の町の若者市議会やほかの若者影響班の議員である。
ヘルシンキ若者市議会からの議員：
| 順位 | 議員 | 副議員 | 任期                         |
| ---- | --- | --- | ---------------------------- |
|      | ヤニ・アラネン ダン・セーデルローフ イム・コスキネン エレ・チアイネン エーテゥ・ヴィエノネン                         | エーリカ・アールト ティルダ・ラッシラ ラウラ・レティオ オリヴィア・サロネン ヴェンラ・シルヴェンノイネン             | 2017年11月14日-2019年1月31日 |
| 2    | アンッティ・アボランタ ダン・セーデルローフ ティルダ・ラッシラ ヴィヴィアン・リュンクヴィスト マックス・タルヴィオヤ | ペッカ・アホソラ チャイワット・キアットラコールチャイ イーリス・クパリネン ヴィルヴァ・パロヴィータ ラウリ・プーッコ | 2019年2月1日-                |

1. ↑  “NUORISONEUVOSTO VALITSI PUHEENJOHTAJISTONSA VUODELLE 2019” (フィンランド語). Nuoret tekevät parempaa Helsinkiä. (2019年2月14日). 2019年2月15日閲覧。
2. ↑  ヘルシンキ市若者市議会の任命　ヘルシンキ市委員会、2019年12月14日に参考にしました
3. ↑  “Helsingin kaupunginhallitus 49/2018 Asia 3” (フィンランド語). 2019年12月8日閲覧。
4. ↑  taru (2018年1月18日). “Helsingin nuorisoneuvosto 2018 esittäytyy!” (フィンランド語). Ruutivaalit. 2019年2月15日閲覧。
5. ↑  “Helsingin nuorisoneuvosto” (フィンランド語). 2019年12月8日閲覧。